# Атомско језгро
Атомско језгро је центар атома, огромне густине који се састоји од нуклеона – протона и неутрона. Број протона у атомском језгру се зове атомски број, и одређује ком хемијском елементу атом припада (на пример водоник, угљеник, кисеоник, итд.). Број неутрона одређује изотоп елемента. Протони и неутрони имају скоро једнаке масе, и њихов заједнички број масени број, је приближно једнак атомској маси атома (сваки изотоп елемента има јединствену атомску масу). Маса електрона је мала и не доприноси значајно атомској маси.

## Историја
Било је много хипотеза о грађи атома које су биле више плод маште него систематских и чињеницама поткрепљених истраживања. Први, на експериментима заснован модел био је Томпсонов модел „пудинга од шљива“, 1903. г, (пудинг од шљива: електрони у атому распоређени су као суво грожђе у пудингу). По овом моделу електрони су распоређени по запремини атома. Фреквенција осциловања електрона око тих равнотежних положаја одговара фреквенцији зрачења које атом емитује. Овај модел није могао да опише квантитативно ниједан експеримент, али није био ни у противуречности са до тада познатим експериментима. Новим експериментима које је започео Радерфорд, а који нису могли да се протумаче Томпсоновим моделом, постављени су темељи савременог схватања нуклеарне структуре атома:
- 1906. г. Е. Радерфорд је испитивао расејавање алфа честица на металним листићима, с циљем да испита продорност алфа зрака.
- 1910. г. Х. Гајгер и Е. Марсден, Радерфордови сарадници, опазили су случајеве расејавања алфа честица у којима је угао расејавања био скоро 180°.
- 1911. г. Е. Радерфорд поставља планетарни модел атома: унутар атома налази се позитивно наелектрисано језгро, малих димензија, у којем је усредсређена практично целокупна маса атома, а око језгра круже електрони.
- 1911 - 1912. г. Х. Гајгер и Е. Марсден експериментално су потврдили исправност Радерфордове поставке.
- 1912. г. П. Блекет, помоћу тек откривене Вилсонове коморе, добио је фотографије трагова алфа честица који су имали оштре преломе. Преломи потичу од једноструких судара (расејавања) алфа честица са атомима гаса у комори.
- 1913. г. А. ван ден Брук приметио је да подаци о расејавању алфа честица могу најлакше да се објасне ако се претпостави да је наелектрисање језгра умножак елементарног наелектрисања електрона и редног броја елемента Ze.
- 1914. г. Х. Мозли, мерећи фреквенције карактеристичног X зрачења, потврдио је Ван ден Брукову хипотезу.

Откриће електрона је била прва назнака да атом има унутрашњу структуру. На почетку 20. века био је прихваћен модел пудинг са вишњама Џозефа Џона Томсона по ком је атом велика позитивно наелектрисана лопта са малим негативно наелектрисаним електронима уроњеним у њу. До почетка 20. века физичари су такође открили три типа зрачења која су долазила из атома, која су названа алфа, бета и гама зрачење. Експерименти из 1911. Лисе Мајтнер и Ота Хана и Џејмса Чедвика из 1914. су открили да је спектар бета распада био континуалан, а не дискретан, тј. електрони су били избачени из атома са распоном енергије, а не са дискретним количинама енергије која су уочена код гама и алфа распада. Ово је представљало проблем за ондашњу нуклеарну физику, пошто је наговештавало да укупна количина енергије није одржана у овим распадима. Проблем ће касније довести до открића неутрина.
Отприлике у исто време (1909), Гајгер и Марсден изводе експеримент у ком испаљују алфа честице (језгра хелијума) у танку златну фолију. Модел пудинга од шљива је предвиђао да алфа честице излазе из фолије са незнатно искривљеним путањама. Радерфорд је био шокиран када је открио да се неколико честица одбило под великим углом, а неке су се чак вратиле назад. Ово откриће је довело до Радефордовог модела атома, у ком атом има врло мало густо позитивно наелектрисано језгро које привлачи електроне како би атом остао електрично неутрална.

## Модели атомског језгра
Пошто је атомско језгро, као и већина појава и објеката на микроскопском нивоу, по особинама потпуно различито од свега што видимо у свету око нас, за његово разумевање користимо се моделима. Модели микроскопских појава и објеката обично су врло грубе апроксимације стварног стања и због тога могу да опишу предмет моделирања само делимично и то у једном врло уском сегменту. Најбољи опис пружа апарат квантне механике (квантна електродинамика и хромодинамика), али је из њега тешко наслутити физичку слику. Код атомског језгра најпознатији су модели капи и љуске. Први може добро да опише стабилност језгра и енергетику нуклеарних трансмутација а други магнетне особине и електромагнетни спектар језгра.
Скоро сви модели језгра који пружају физичку слику о језгру заснивају се на једном од два приступа:
- модел јаких интеракција, када се посматра ансамбл јако спрегнутих језгара
- модел независне честице, када се интеракције између језгара могу занемарити и посматра се да се индивидуално језгро креће у усредњеном пољу од дејстава осталих језгара

### Модел капи
Модел капи описује атомско језгро као капљицу нуклеарне „течности“. Овакав модел је оправдан због аналогије која се може повући између капљице течности и атомског језгра:
- густина језгра за велики опсег језгара износи око 2*1014 g/cm³ и не зависи од величине језгра
- везивна енергија по нуклеону је константна за све, осим за јако мала језгра, као што је константна и везивна енергија по молекулу
- молекулске силе су краткодометне и привлачне су на већим растојањима, док су одбојне на растојањима мањим од димензија капи. Слично томе, нуклеарне силе су краткодометне и имају слично понашање на растојањима већим и мањим од димензија језгра
- средњи слободан пут молекула је мали у поређењу са димензијама капи, а аналогно је и средњи слободан пут нуклеона мали у поређењу са димензијама језгра ако су нуклеони јако спрегнути
- енергија прелаз нуклеона из слободног у везано стање може се упоредити са енергијом потребном за кондензацију капи

С друге стране, постоје и суштинске разлике између капљице и језгра атома, као што су:
- молекулске силе су електромагнетне природе, те су суштински различите од нуклеарних сила које су резидуалне силе јаких интеракција
- кретање молекула у капи се објашњава класичном физиком, док је кретање нуклеона у језгру квантне природе

#### Вајсцакерова формула
Везивна енергија језгра може се описати Вајсцакеровом полуемпиријском формулом:
{\displaystyle W=-w_{0}A+w_{1}A^{2/3}+w_{2}{\frac {Z^{2}}{A^{1/3}}}+w_{3}{\frac {(A-2Z)^{2}}{A}}+w_{4}{\frac {\delta (A,Z)}{A^{3/4}}}}
Први члан, пропорционалан броју нуклеона, представља унутрашњу енергију језгра. Члан пропорционалан A2/3 описује „површинску“ енергију и узима у обзир то да површински нуклеони имају мањи број суседа и стога мање доприносе везивној енергији. Члан пропорционалан квадрату наелектрисања, Z2, описује електростатичко одбијање међу протонима, а члан који зависи од (A-2Z)2 представља енергију асиметрије и узима у обзир да је код лаких језгара број протона и број неутрона у језгру приближно исти. Последњи члан представља енергију спаривања којом се описује емпиријски налаз да су језгра с парним бројем протона и парним бројем неутрона стабилнија од парно-непарних и непарно-парних.
Вредности основних параметара у горњој формули одређене су на основу познатих особина језгара и износе:
| w0 | 15,56 |
| w1 | 17,2  |
| w2 | 0,698 |
| w3 | 23,3  |
| w4 | 33,5  |

Треба уочити да само први члан доприноси стабилности језгра (што више нуклеона тим више нуклеарних привлачних сила док остали стабилност смањују (што више протона тим је веће одбијање међу њима и тим мања стабилност језгра). Укупан резултат је да највећу енергију по нуклеону имају атомска језгра у близини гвожђа. Дакле, језгра са масом доста мањом и доста већом од масе гвожђа имају мању енергију везивања по нуклеону. То не значи да су та језгра обавезно радиоактивна, али значи да стапањем лакших (фузијом) и цепањем тежих (фисијом) при чему настају језгра средњих атомских маса, може да се добије корисна енергија. На том принципу раде савремене фисионе нуклеарне централе и истражује могућност за грађење фузионих.

### Модел љуске
Модел течне капи одлично је послужио да опише енергијске особине језгра (рецимо енергију везивања по нуклеону), али није могао ни најмање да помогне да се објасни дискретна природа електромагнетног (гама) зрачења из атомског језгра. То је пошло за руком моделу љуске који је формулисан у потпуној аналогији са моделом електронских љуски у атомском омотачу. По том моделу у језгру постоје дискретни енергијски нивои у којима долази, по аналогији са електронима у електронском омотачу, до спаривања протона са протонима и неутрона са неутронима. Сваки енергијски ниво има одређени број парова које може да садржи пре него што дође до попуњавања виших нивоа. за неке специјалне, „магичне“ бројеве протона или неутрона: 2, 8, 20, 28, 50, 82 или 126, језгра су посебно стабилна. 
Поред објашњења спектра гама зрачења, модел љуске је у стању да предвиди и магнетне особине језгра (видети НМР).

### Модел Фермијевог гаса
Код овог модела полази се од схватања да се нуклеони могу посматрати као независне честице. Према овом моделу нуклеони се у језгру крећу скоро независно, као у гасовима. Основно схватање о интеракцији међу нуклеонима код овог модела се суштински разликује од модела капљице.
	Показало се да је овај модел најадекватнији за језгра при ниским енергијама.
	Према овом моделу доказује се да међу нуклеонима постоје и одбојне силе, а не само привлачне. Да постоје само привлачне силе језгро би морало бити гушће, а и енергија везе би била већа него што је експериментално утврђено.
	 У складу са тиме, претпоставља се да се један нуклеон може везивати само за одређен број нуклеона и то релативно мали број. Урачунавају се још и парови нуклеона према спину и према просторној симетрији, где могу постојати и силе привлачења и силе одбијања.
	Помоћу овог модела језгра се успешно израчунавају многа својства језгра при ниским и средњим енергијама везе, али за оне са више енергије, овај модел није ефикасан.

### Оптички модел
Један од основних проблема у нуклеарној физици јесте природа нуклеарних реакција, односно начин на који интерагују нуклеони и језгра у међусобним сударима.
	Интересантно је бавити се питањем расподеле енергије упадне честице на поједине нуклеоне језгра. Продукти оваквих реакција често имају већу енергију него што би се очекивало према равномерној расподели енергије упадне честице на поједине нуклеоне.
	Супротно од хипотезе о независности честица, као код модела Фермијевог гаса, постоји и хипотеза заснована на статичком методу третирања нуклеарних реакција. Према овом схватању, сложено језгро настаје одмах чим упадна честица наиђе на површину језгра, без чекања на накнадне промене и интеракције.
	Овај модел усваја и једно и друго схватање. Према овом моделу језгро делује на упадну честицу као нека врста потенцијалне јаме. У језгру се апсорбују упадни таласи и на тај начин се формира сложено језгро. Одавде се према овом моделу језгро не формира ни тренутно ни са потпуном сигурношћу.
	Пошто је корпускуларно-таласне природе, честица се после уласка у језгро одбија према законима одбијања таласа.	
	Средња дужина слободног пута неутрона при наилажењу на језгро и при формирању сложеног језгра је већа од димензија језгра, па постоји велика вероватноћа да неутрон пролети кроз језгро без губитка енергије. Тако код овог модела језгро може имати улогу неке средине, која може и да апсорбује, а и да пропусти честице, односно таласе. На основу овога можемо узети у обзир величину аналогну индексу преламања и остале величине аналогне онима у оптици. На основу овога је модел и добио име.
	Оптички модел је допринео израчунавању и анализи расипања таласа при наиласку на језгро, али је врло мало допринео испитивању тока и природе самих нуклеарних реакција које настају пре и после наиласка честице на језгро.

### Модел алфа-честица
Многа језгра емитују α-честице, па су научници дошли на идеју да се може створити такав модел атомског језгра према коме би α-честице биле као целина у језгру са свом својом стабилношћу. 
	Енергија алфа-честице износи око 29 MeV, што показује да ју је тешко разложити, а и да се она не формира тренутно и случајно. Показало се да су језгра, код којих је број неутрона једнак броју протона, изузетно стабилна, па се таква језгра називају и алфа-језгра. Ова језгра су често окарактерисана и просторном симетријом.
	Према овом моделу се, дакле, објашњавају одређена својства језгара, а поготову оних стабилнијих и са великом симетријом. Према овом моделу енергија везе се не повећава знатно у језгрима која имају по један нуклеон више од масеног броја дељивог са 4 (А=4n). Ни код језгара са 2 или 3 нуклеона више енергија везе није знатно већа. Међутим, у језгрима са четвртим нуклеоном више долази до наглог скока енергије везе, јер се према овом схватању створила нова алфа честица.
	Помоћу овог модела објашњена су многа својства језгара са парним бројем нуклеона, али код језгара са непарним бројем нуклеона, овај модел наилази на велике проблеме, па је због тога његова ефикасност ограничена.

## Изотопи
Изотопски састав језгра одређен је бројем неутрона у њему. (Променом броја протона, мења се хемијска природа атома.) Различити изотопи истог хемијског елемента имају веома сличне (али не и идентичне, видети изотопски ефекат) хемијске особине јер хемијску природу елемента скоро у потпуности одређује број електрона у електронском омотачу атома. То значи да се различити изотопи једног те истог хемијског елемента врло тешко могу раздвојити хемијским путем али могу различитим физичкохемијским процесима и методама попут центрифугирања, масене спектрометрије, фракционе дестилације, електролизе итд. На пример, обогаћени уранијум (повећање концентрације уранијума-235 у односу на уранијум-238) на индустријској скали, добија се центрифугирањем уранијумхексафлуорида UF6. За одређивање старости материјала органског порекла (на основу односа концентрација изотопа угљеника-14 и угљеника-12) користи се масена спектрометрија. За добијање кисеоника-18 који се користи за прављење радиоактивних изотопа за медицинску дијагностику (ПЕТ) користи се фракциона дестилација азотдиоксида.
Број протона и неутрона заједно одређује нуклид (врсту језгра). Протони и неутрони имају приближно исту масу, и њихов збир, масени број, је приближно једнак атомској маси атома. Збирна маса електрона је врло мала у поређењу са језгром, пошто протони и неутрони имају масу 2000 већу од електрона.

### Распад језгра
Ако језгро има превише или премало неутрона оно је нестабилно те се током времена спонтано распада. На пример, језгро азота-16 (7 протона и 9 неутрона) већ након неколико секунди од настанка, бета распадом прелази у кисеоник-16 (8 протона и 8 неутрона). У том распаду, под утицајем слабе нуклеарне силе, неутрон у језгру азота прелази у протон, ослобађајући електрон (бета зрак).

### Величина језгра
Радијус нуклеона, (неутрона или протона) је реда величине 1 fm (1 фемтометар = (10-15 m). Нуклеарни радијус може да се представи приближно изразом: 
{\displaystyle R=R_{0}A^{1/3}\ }
где је
A масени број,
а {\displaystyle R_{0}=\ } 1,2 fm.
Радијус атомског језгра је мањи од 0,01% (1/10.000 део) радијуса атома. Стога је густина нуклеарне материје више него билион пута већа од густине атома као целине. Коцка нуклеарног материјала, запремине од једног кубног милиметра имала би масу од око 200.000 тона. То је случај код неутронске звезде која је сачињена од таквог материјала.

## Маса језгра
Маса језгра је веома мала у поређењу са неким објектима у природи, па се због тога та маса изражава у атомским јединицама масе. 
	Атомска јединица масе (1u) износи дванаести део масе атома угљениковог изотопа 6C12.
	1u=1,66∙10-27 kg
Маса електрона износи mе= 9,1083∙10-31 kg или 54,87∙10-5u.
Маса протона је око две хиљаде пута већа од масе електрона mp=1836,12 mе.
Маса неутрона износи mn=1,0089860u.
	Супстанција атомског језгра је веома густа. Та густина износи 1014 g/cm3. До ове густине се дошло дељењем масе нуклеона која је реда величине 10-24 грама и запремине језгра која износи приближно 10-39 ¬- 10-38 центиметара кубних.
	У нуклеарној физици маса се често изражава у енергетским јединицама. Атомској јединици масе одговара атомска јединица енергије:
	1u∙c2 = 931,5 MeV, (На основу обрасца Eo = m∙c2).
	Истраживања су показала да нуклеони немају масу једнаку атомској јединици масе, већ да су те вредности приближне, као и да неутрон има нешто већу масу од протона. Мерењем се дошло до закључка да је маса језгра мања од збира појединачних маса нуклеона који су у саставу језгра, односно да постоји дефект масе језгра.
	Атомско језгро је знатно стабилнији систем од слободних нуклеона, тј. има мању енергију него што је укупна енергија појединачних нуклеона који чине то језгро. Према Ајнштајновој релацији Eo = m∙c2 следи да је и маса језгра мања од укупне масе појединачних нуклеона.
	Дефект масе језгра представља разлику укупне масе свих појединачних нуклеона у саставу језгра и масе самог језгра.
	Δm = Zmp + Nmn - mjez ¬, 
где је Z- број протона, N- број неутрона, mp- маса једног протона и mn- маса једног неутрона.

## Нуклеарна фузија
Када се два лака атомска језгра доведу у присан контакт постоји могућност да јака нуклеарна сила, која је врло ограниченог домета, стопи та два језгра у једно веће. Међутим, потребна је огромна енергија да би се два језгра довела на растојање довољно мало да нуклеарне силе почну да делују међу њима. Огромна енергија за савлађивање електростатичког одбијања међу позитивно наелектрисаним језгрима може се постићи само на изузетно високим температурама или притисцима. Када се два лака језгра стопе долази до ослобађања огромне енергије која потиче од енергије везивања нуклеона. Енергија везивања по нуклеону расте са порастом масеног броја до никла-62. Дакле када се два лака језгра са малом везивном енергијом по нуклеону стопе у једно веће са великом енергијом везивања по нуклеону, разлика у енергијама се одаје околини. Из таквих реакција звезде, попут нашег Сунца, добијају енергију стапањем четири протона у језгро хелијума при чему, поред огромне енергије настају још два позитрона и два неутрина. У термонуклеарној, „хидрогенској“ бомби, долази до неконтролисане фузије водоника у хелијум. Данас се интензивно ради на проналажењу методе за контролисану нуклеарну фузију чија би енергија могла да се користи у мирољубиве сврхе.

## Нуклеарна фисија
За језгра тежа од никла-62 везивна енергија по нуклеону опада са масеним бројем. Због тога може да дође до ослобађања енергије ако се теже језгро поцепа на два лакша. Ово цепање језгара познато је као нуклеарна фисија (од латинског 'fissionem' цепање).
Из тог угла гледано и алфа радиоактивни распад може се сматрати специјалним обликом нуклеарне фисије јер је алфа честица исто што и атомско језгро хелијума-4. Међутим, под фисијом се обично подразумева цепање тешког језгра на два мања сличне величине.

## Нуклеарна физика
Нуклеарна физика се бави изучавањем особина и процеса у атомском језгру, и данас се углавном бави атомским језгром у екстремним условима, као што су екстремно велики спин, екстремно висока побуђења стања, екстремни облик попут рагби лопте или екстремни однос броја неутрона и протона. Таква језгра се експериментално могу створити вештачки изазваном фузијом у убрзивачима (акцелераторима) честица.